# Neochauliodes koreanus
Neochauliodes koreanus är en insektsart som beskrevs av Van der Weele 1909. Neochauliodes koreanus ingår i släktet Neochauliodes och familjen Corydalidae. Inga underarter finns listade i Catalogue of Life.